# Rio Grande Patrol
Rio Grande Patrol è un film del 1950 diretto da Lesley Selander.
È un western statunitense con Tim Holt, Jane Nigh e Douglas Fowley.

## Produzione
Il film, diretto da Lesley Selander su una sceneggiatura di Norman Houston, fu prodotto da Herman Schlom per la RKO Radio Pictures e girato nel ranch di Corriganville a Simi Valley, nell'RKO Encino Ranch a Encino e a Little Rock, nel deserto del Mojave, in California, dal 17 maggio a fine maggio 1950.

## Distribuzione
Il film fu distribuito negli Stati Uniti dal 21 ottobre 1950 al cinema dalla RKO Radio Pictures.
Altre distribuzioni:
- in Brasile (Patrulha do Rio Grande)
- in Spagna (Patrulla de Río Grande)